# Самородний бісмут
Бі́смут саморо́дний — мінерал класу самородних елементів, Bi.

## Загальний опис
Має незначні домішки Sb, Pb, Te, As, S та ін.
Сингонія триклінна. Колір сріблясто-білий, з рожевуватим відтінком на свіжому зламі і коричневим на старому; характерні жовтувато-червоні розводи. Легко ріжеться ножем.

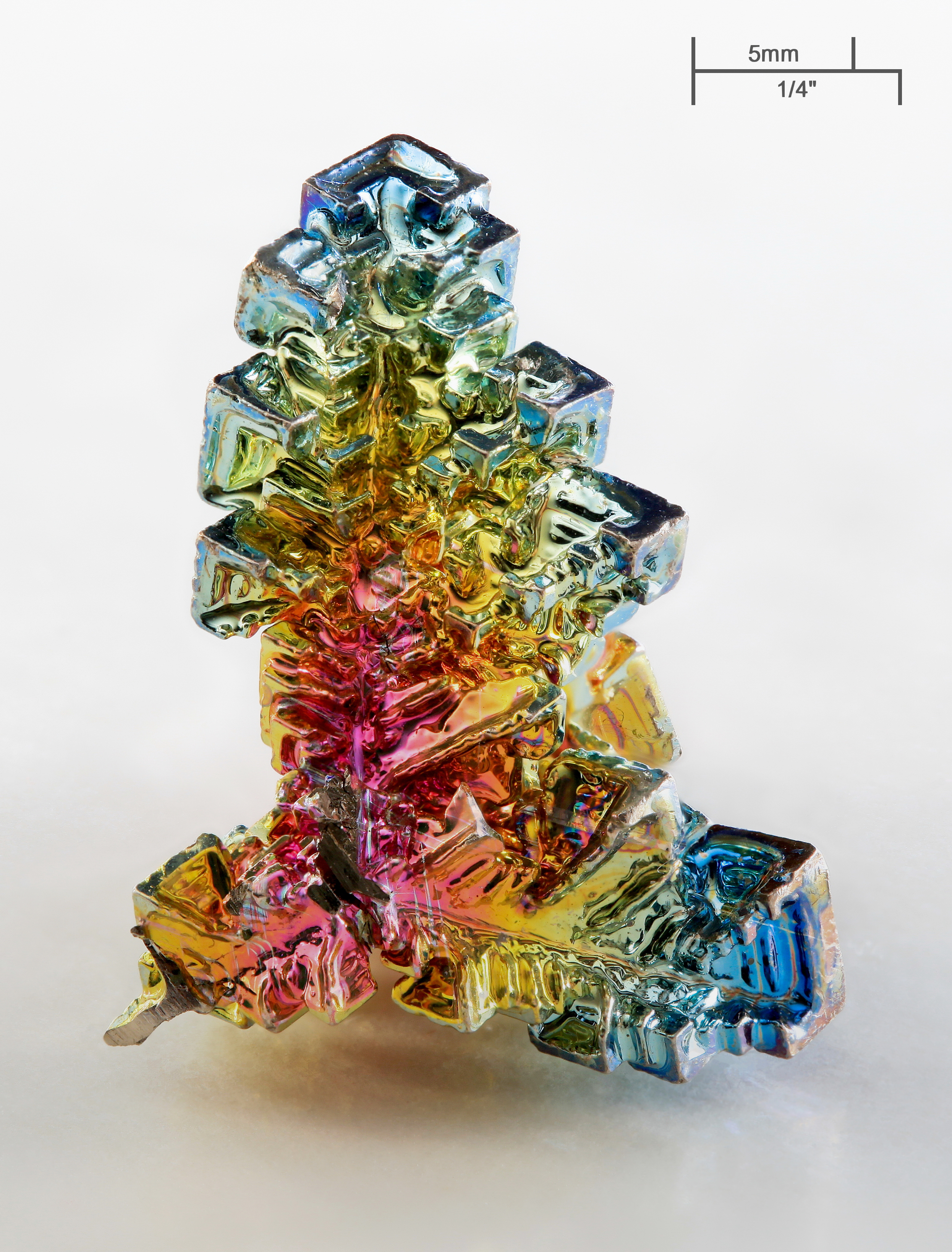
Кристал бісмуту. Іризація за рахунок включень оксидів сірки.

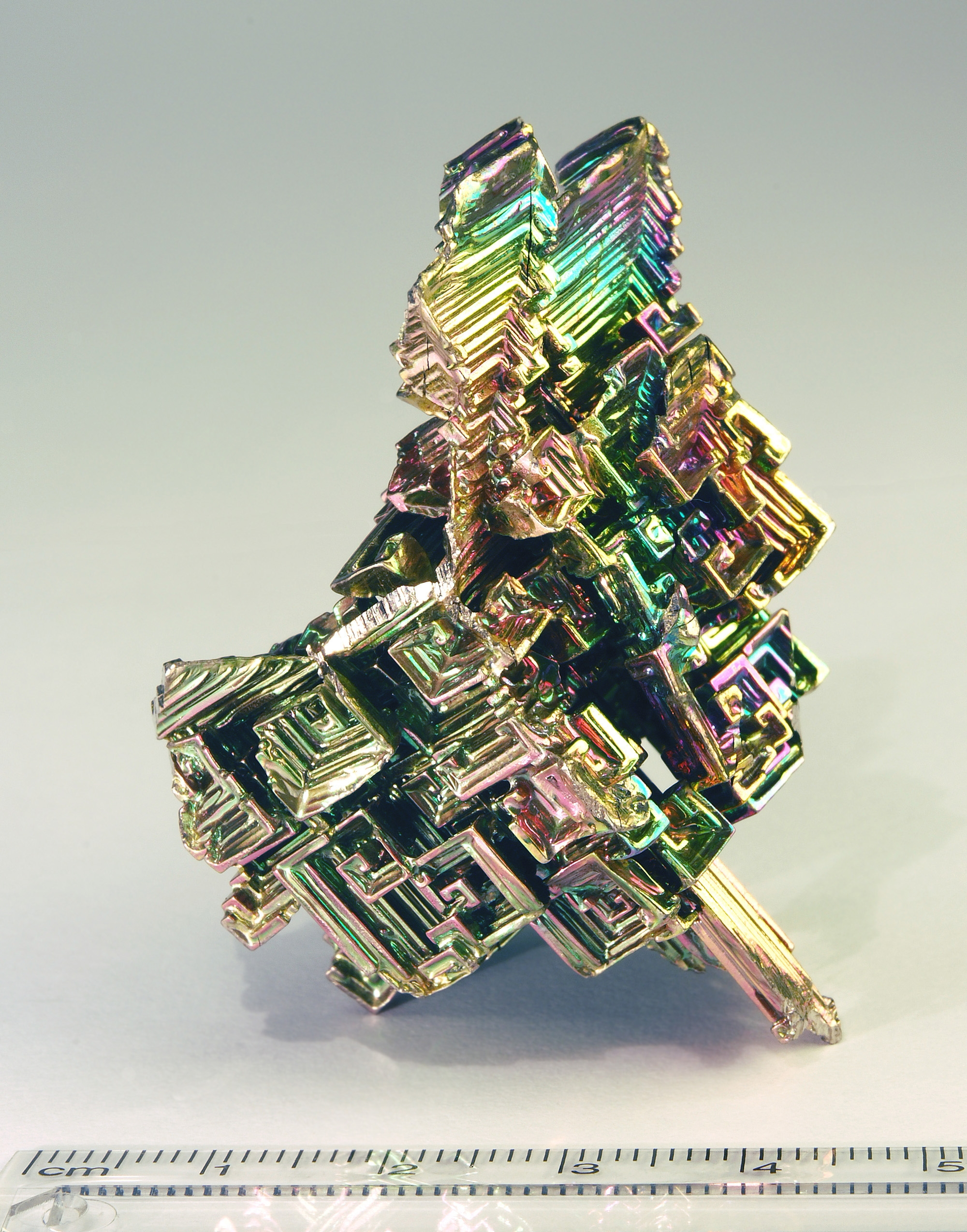
Кристал бісмуту

Спайність довершена в одному напрямі.
Твердість 2,5. Густина 9,75 ± 0,05. Легкоплавкий (270 °С).
Бісмут самородний — типовий метал; питомий електричний опір близько 1,2х10−6 Ом·м і сильно залежить від домішок.
Бісмут самородний — гідротермальний мінерал, входить до складу бісмутових руд.

## Локалізація і переробка
Бісмут самородний відносно рідко утворює промислові скупчення, подібні тим, які виявлені, наприклад, у Рудних горах, в Болівії і Австралії.
Збагачується аналогічно бісмутину.